# Wei xian qing ren
Wei xian qing ren – hongkoński film akcji z 1992 roku w reżyserii Michaela Maka.
Film zarobił 3 819 056 dolarów hongkońskich w Hongkongu.

## Obsada
Źródło: Filmweb

- Elvis Tsui – Han
- Ka-Yan Leung – Ma
- Aaron Kwok – Wang Chia-Hui
- Sean Lau – Liu
- King-Tan Yuen – Hsi
- Fennie Yuen – Min
- Suet Ngai – Li Mei San
- Timothy Zao – złodziej